# Colle di Zambla
Il colle di Zambla o passo di Zambla (1.264 m s.l.m.) è un valico montano delle Prealpi Orobie, in provincia di Bergamo, che collega le valli Serina e Parina (tributarie della val Brembana) con la val del Riso (tributaria della val Seriana).

## Descrizione
È l'unico valico tra val Seriana e val Brembana percorso da una strada carrozzabile. Nonostante questo risulta scarsamente trafficato, in quanto per andare da una valle all'altra risulta solitamente più agevole passare da Bergamo. Viene invece percorso da molti motociclisti e ciclisti, soprattutto durante i weekend.
Presso il passo si trovano bar, ristoranti e un parco avventura. Il valico rappresenta inoltre un punto di partenza per numerose escursioni: da qui partono, tra gli altri, sentieri per il monte Alben, monte Grem e pizzo Arera. D'inverno si pratica invece lo sci di fondo su percorsi tracciati nei boschi circostanti.
Il colle di Zambla è noto anche perché è stato inserito in 2 edizioni del Giro d'Italia. Di seguito si riportano i ciclisti della corsa rosa transitati per primi al valico.
| Edizione | Tappa                               | km  | Primo in vetta           | Vincitore di tappa | Maglia Rosa       |
| -------- | ----------------------------------- | --- | ------------------------ | ------------------ | ----------------- |
| 1976     | 21ª: Terme di Comano > Bergamo      | 238 | Gianbattista Baronchelli | Felice Gimondi     | Johan De Muynck   |
| 1977     | 19ª: Pinzolo > San Pellegrino Terme | 205 | Renato Laghi             | Renato Laghi       | Michel Pollentier |

## Accessi
Dal fondovalle Brembano la strada inizia da Ambria, frazione di Zogno (330 m), e percorre tutta la val Serina oltrepassando gli abitati di Algua e Serina. Arrivati a Valpiana si entra in alta val Parina e, dopo aver superato Oltre il Colle e Zambla, si arriva al valico. Con i suoi 23 km la salita risulta piuttosto lunga ma presenta lunghi tratti in falsopiano che intervallano tratti più ripidi, che comunque non superano l'11% di pendenza.

Dal lato della val Seriana invece si parte da Ponte Nossa, a 450 m di altitudine, e si attraversa tutta la val del Riso raggiungendo il passo dopo 14,1 km di tortuosa salita, caratterizzata nell'ultimo tratto da assenza di ombreggiatura. La pendenza massima da questo lato è del 10%.

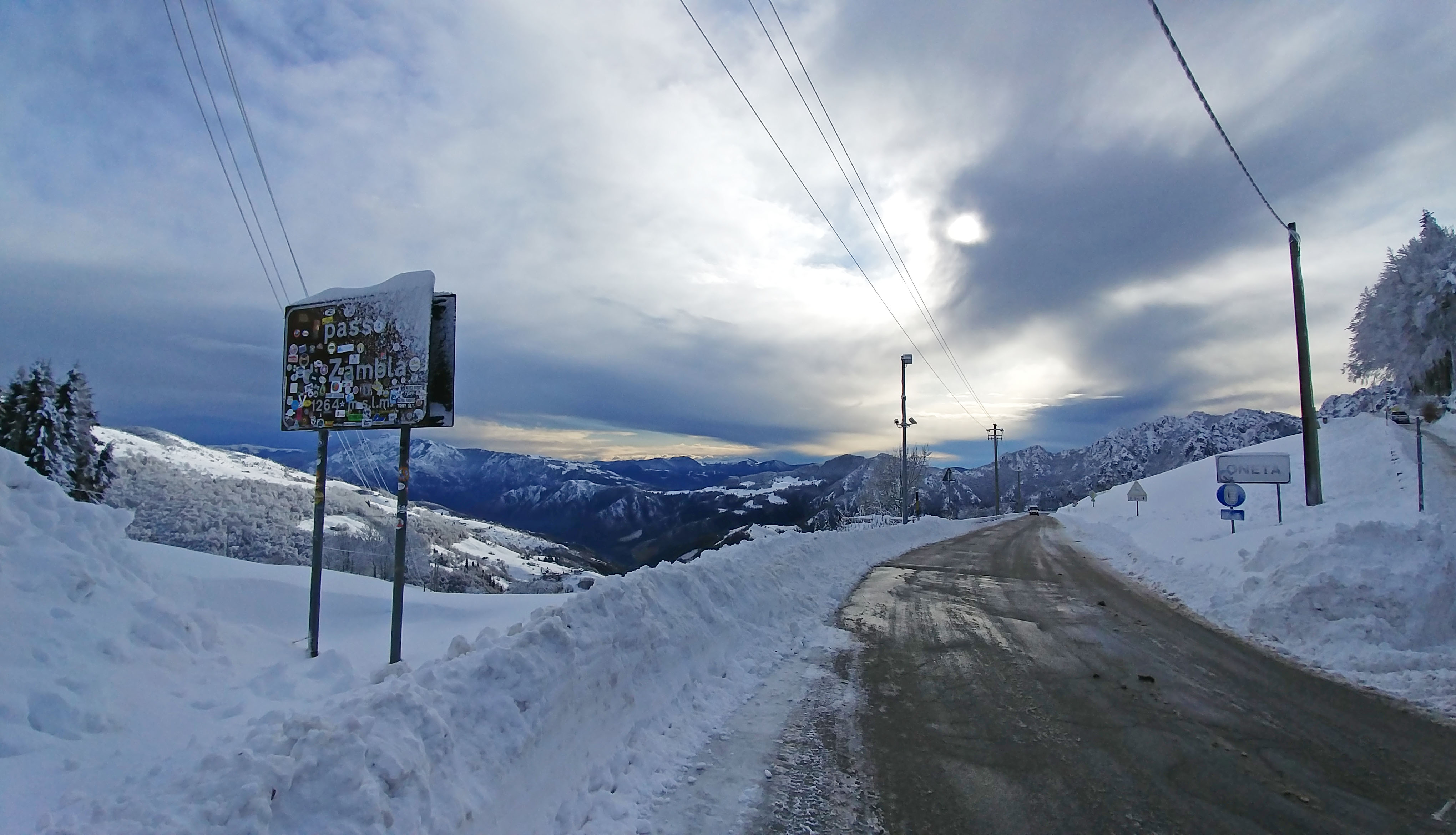
Il passo Zambla in inverno